# Gordon D. McPherson
Gordon D. McPherson ( 1947 - ) es un botánico y curador estadounidense.
Realizó extensas expediciones a Panamá y a Nueva Caledonia, en busca de especímenes de la flora, y posee un Ph.D. de la Universidad de Míchigan, en 1979. Es curador del Missouri Botanical Garden.
Ha trabajado extensamente en Euphorbiaceae de Madagascar, y de las Floras de:
- Nueva Caledonia
- Gabón
- Panamá

## Algunas publicaciones
- 2006. Elaeocarpus tremulus Tirel & McPherson, nouvelle espèce d’Elaeocarpaceae de Nouvelle-Calédonie. Adansonia, ser. 3, 28:137-141. [con C. Tirel]
- 2006. Deforestation and plant diversity of Madagascar’s littoral forests. Conservation Biology 20:1799-1803. [con T. Consiglio et al.]
- 2004. Hooglandia, a newly discovered genus of Cunoniaceae from New Caledonia. Ann. Missouri Bot. Gard. 91:260-265. [con P. Lowry]
- 2003. Transfer of Madagascan Glochidion to Phyllanthus (Euphorbiaceae s.l. or Phyllanthaceae). Novon 13:307-310. [con Petra Hoffmann]
- 2003. Euphorbiaceae, in The natural history of Madagascar. Eds. S. M. Goodman & J.P. University of Chicago Press. [con Petra Hoffmann]
- 2002. Melanophylla angustior (Melanophyllaceae), a new species from southeastern Madagascar. Adansonia 3 (24): 263-265. [con J. Rabenantoandro]
- 2000. Drypetes (Euphorbiaceae) in Madagascar and the Comoro Islands. Adansonia 3 ( 22) :205-209
- 1997. Blotia leandriana (Euphorbiaceae-Phyllanthoideae), a new species from eastern Madagascar. Novon 7: 249-251
- 1997. A new species of Xerophyta (Velloziaceae) from Madagascar. Novon 7 :387-394. [con H. van der Werff & R. Keating]
- 1996. A new species of Macaranga (Euphorbiaceae) from Madagascar. Bull. Mus. Natl. Hist. Nat. Sect. B (Adansonia) 4 ( 18): 275-278
- 1995. On Mallotus and Deuteromallotus (Euphorbiaceae) in Madagascar. Novon 5:287-289
- 1994. List of plant species identified in the northern part of the Lope Reserve, Gabon. Tropics 3: 249-276. [con C.E.G. Tutin, L.J.T. White, E.A. Williamson, & M. Fernández]
- 1990. Euphorbiaceae II. In: Flore de la Nouvelle-Caledonia et Dependances, Museum National d'Histoire Naturelle, Paris.. [con M. Schmid]
- 1987. Euphorbiaceae I. In: Flore de la Nouvelle-Caledonia et Dependances, Museum National d'Histoire Naturelle, Paris
- 1985. Scagea, a new genus of Euphorbiaceae from New Caledonia. Bull. Mus. Natl. Hist. Nat. Sect. B (Adansonia), 4 Ser., 6: 461-464

- La abreviatura «McPherson» se emplea para indicar a Gordon D. McPherson como autoridad en la descripción y clasificación científica de los vegetales.[2]